# Lilás réteggomba
A lilás réteggomba (Chondrostereum purpureum) a Cyphellaceae családba tartozó, világszerte elterjedt, lombos fákon élősködő, azok betegségét okozó, nem ehető gombafaj.

## Megjelenése
A lilás réteggomba termőteste kezdetben kis, lila színű bevonatként jelentkezik a fák törzsén, majd növekedése közben hullámos, gyűrött redők jelennek meg rajta. Néha 1-3 cm-re kiemelkedő, félig konzolos formát is ölthet. Növekvő szélei és alsó termőrétege viszonylag élénk lilás-fehéres színű, míg felső felszíne szürkés, szőrözött, sokszor zónázott. 
Termőrétege (trámája) a termőtest alsó részén található, felszíne sima vagy ráncos, színe rózsáslila-barnáslila, a széle fehéres.
Húsa kemény, a tráma és a hús között egy sötétebb sáv látható. Íze és szaga nem jellegzetes. 
Spórapora fehér. Spórája elliptikus vagy hengeres, felülete sima, mérete 7-8 x 2,5-3,5 µm.

### Hasonló fajok
Idősen, amikor a lilás részei kifakulnak, a Stereum-fajokkal téveszthető össze. 

## Elterjedése és termőhelye
Világszerte elterjedt a mérsékelt éghajlatú régiókban. Magyarországon helyenként gyakori. 
Lombos fák (ritkán fenyők) törzsén található meg. Általában elhalt törzsek, tuskók anyagát bontja, de megtelepedhet élő fákon is és rajtuk élősködve komoly betegséget okoz, amely a fa pusztulásával is járhat. Kártevője lehet a szilvának, körtének, cseresznyének, almának; megtalálható a tölgyön, nyáron, gyertyánon, szilen és számos egyéb fajon is. A fertőzött kéreg megsötétedik, toxinjai hatására a fa leveleinek szövetei szétválnak és a levél ezüstös színt ölt, majd a szélein és a főérnél kezdve megbarnul.  

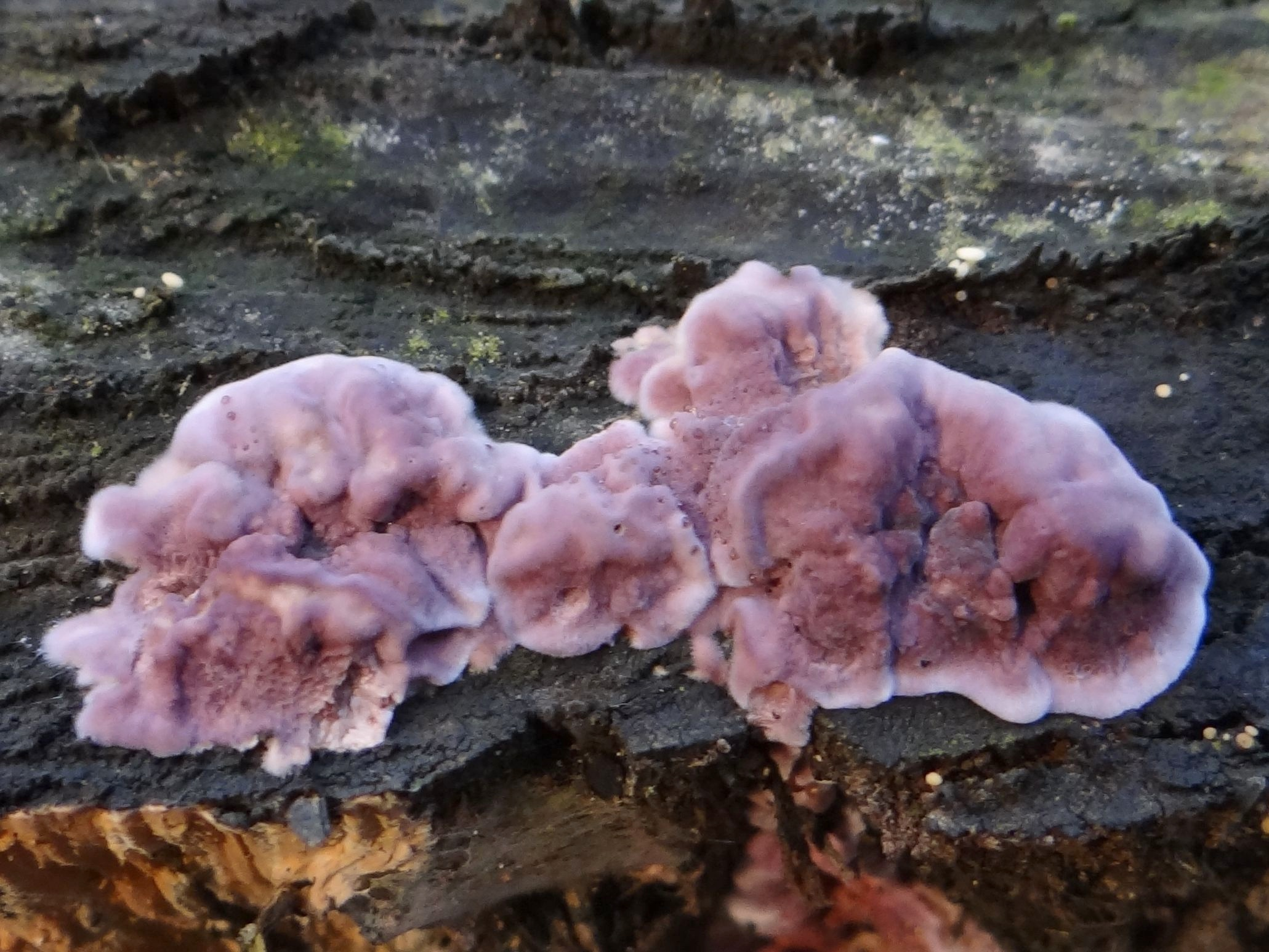
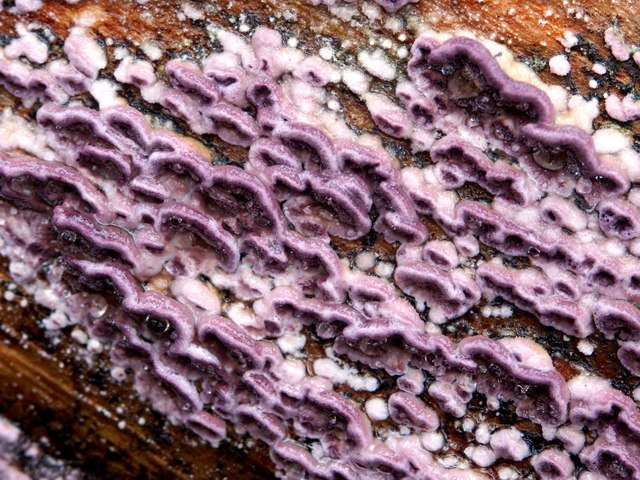
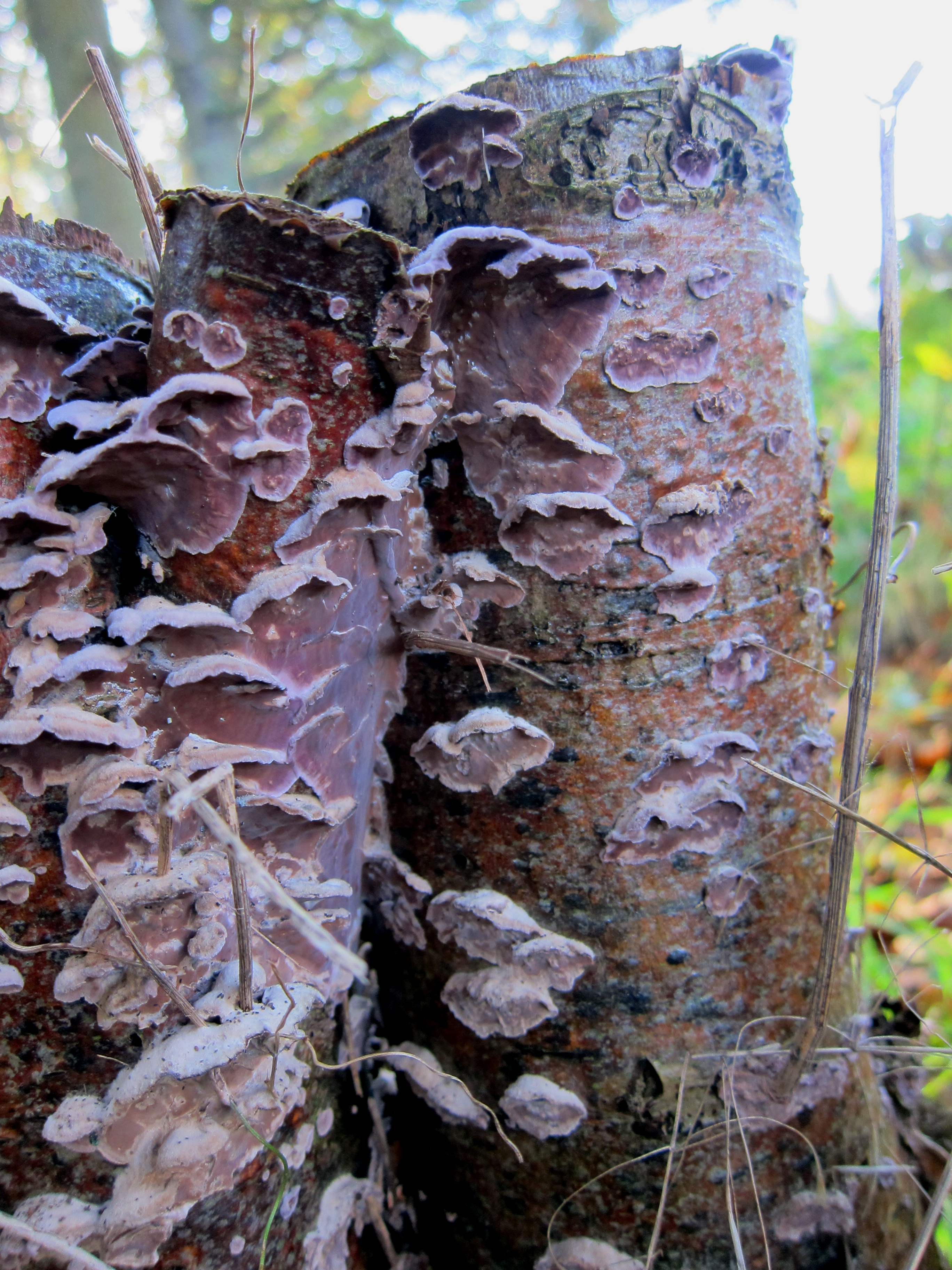
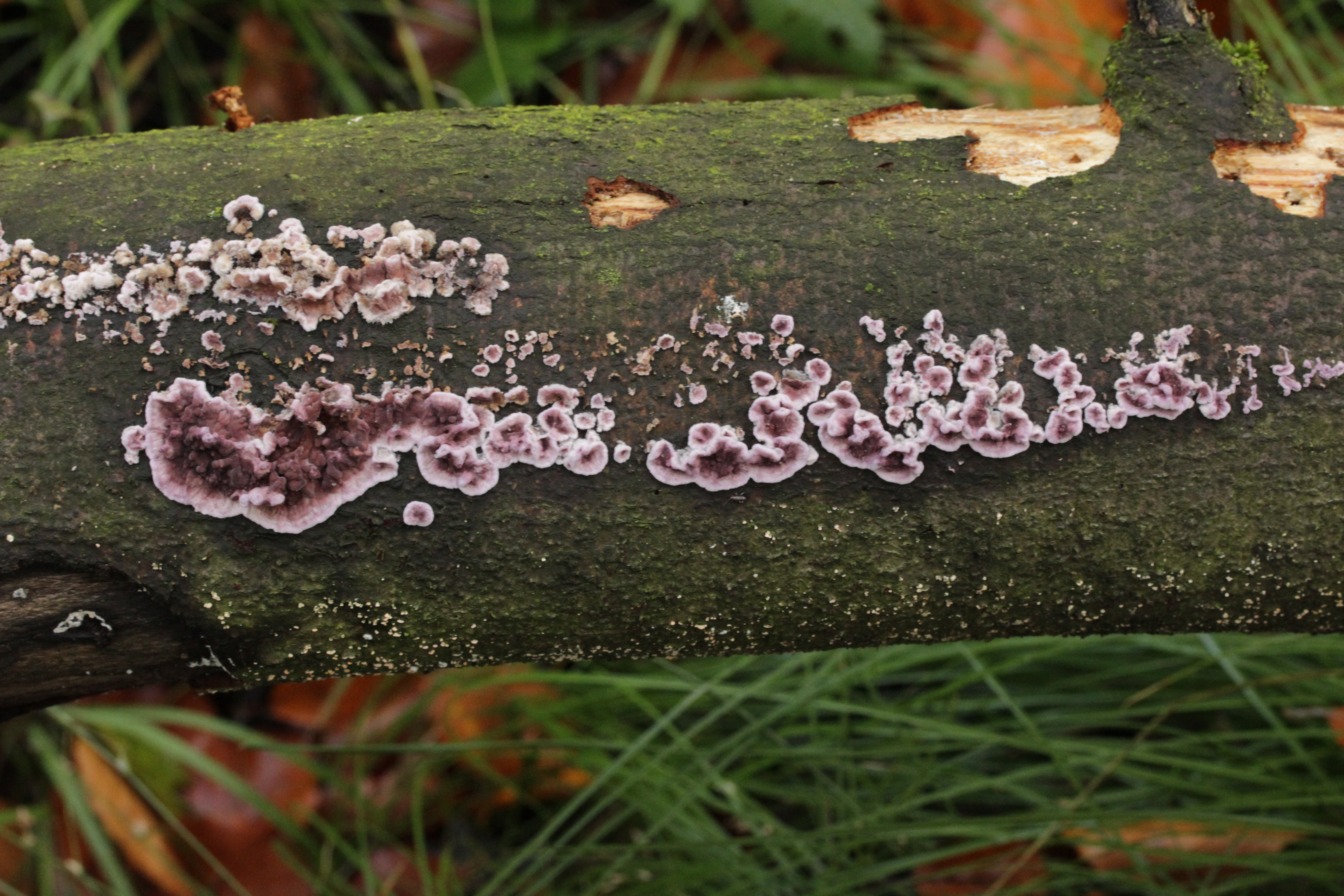
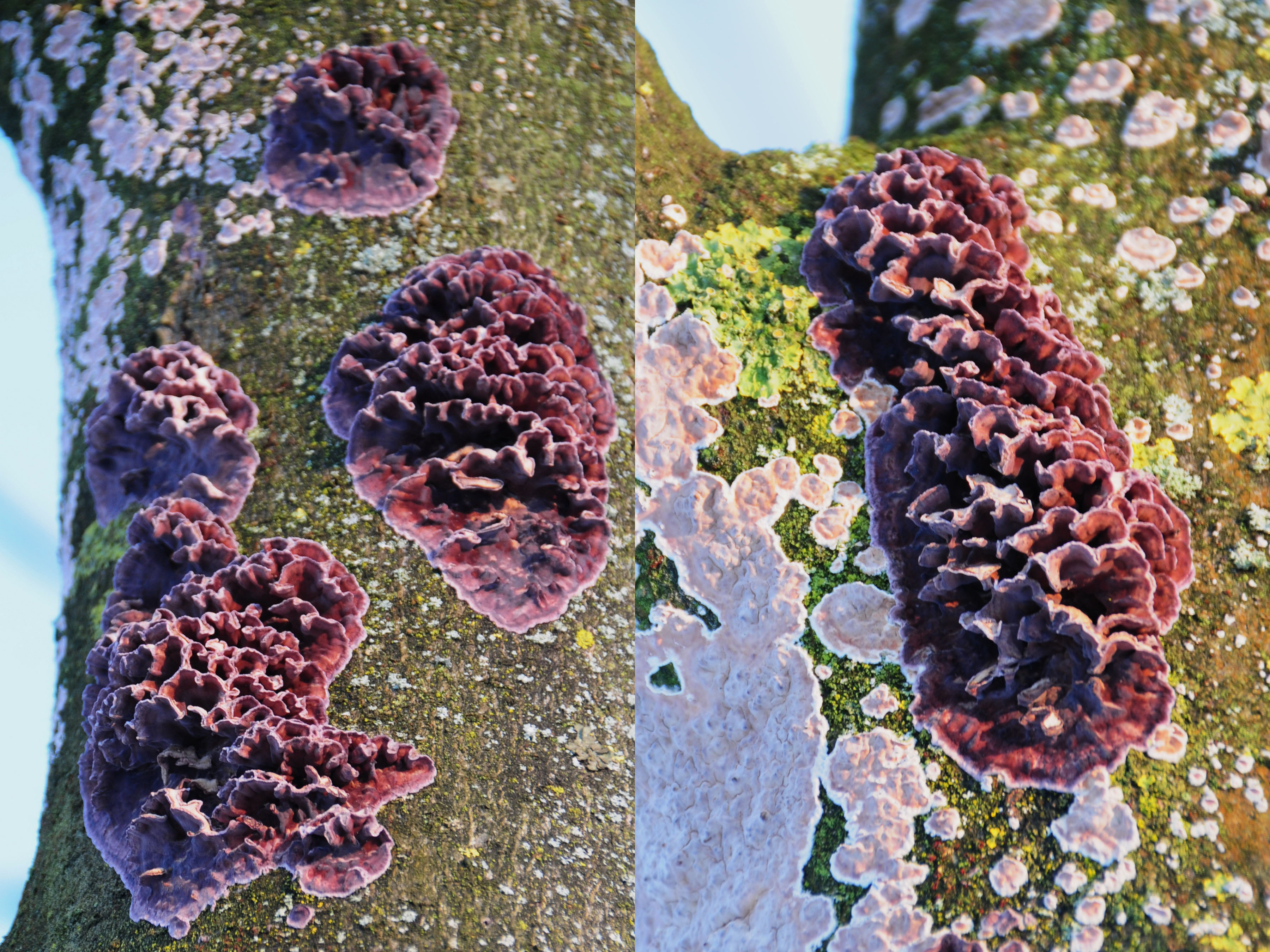

Nem ehető. 